# PlayStation Portable系統軟體

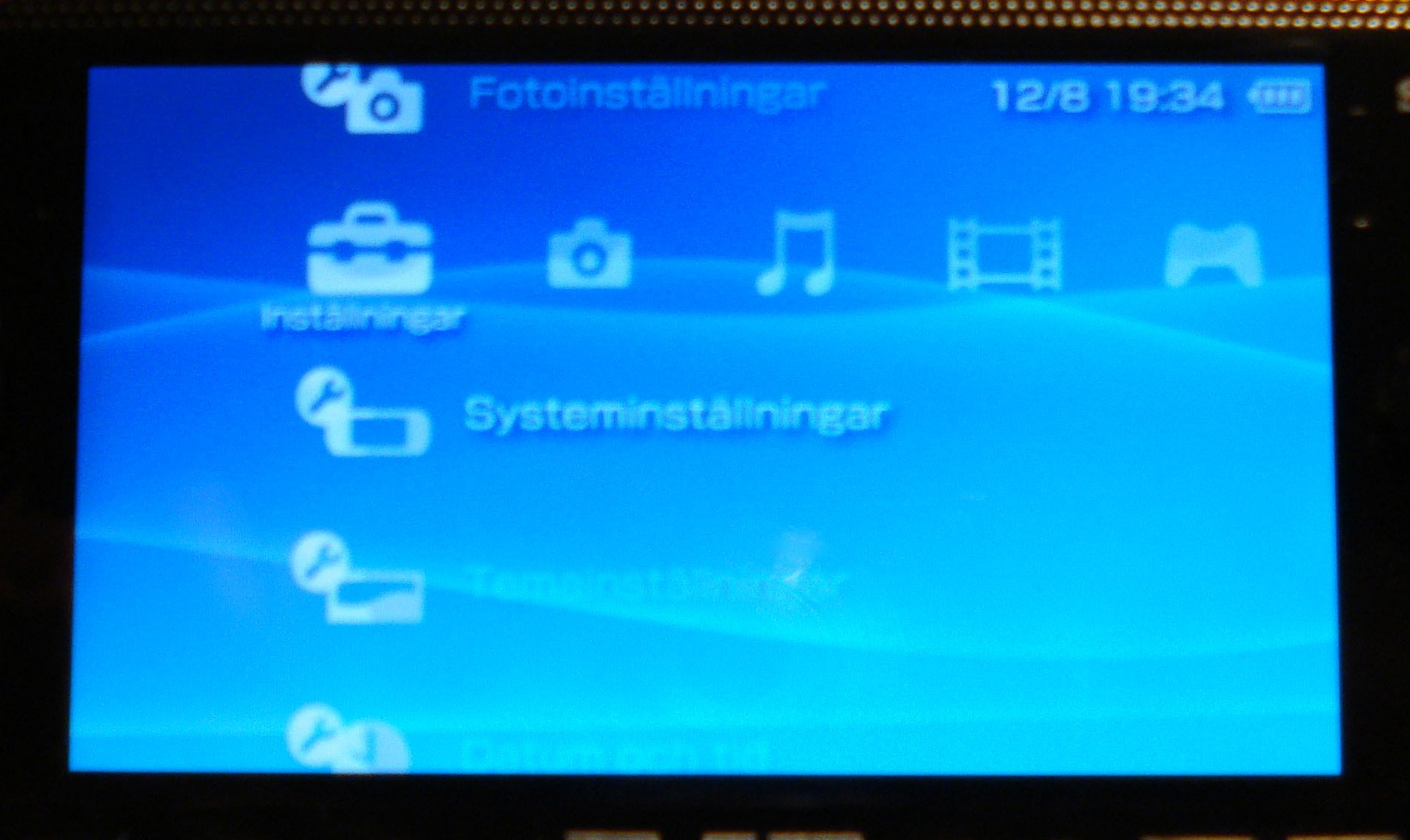
3.72版Portable系統

PlayStation Portable系統軟體（PlayStation Portable System Software）是執行控制PlayStation Portable（PSP）的系統軟體。
PSP系統軟體版本仍在1.52以下時，可能無法透過PSP主機的無線LAN功能，進行網路更新。

## 沿革
- 2015年
  - 1月15日－版本6.61 开始提供更新
- 2011年
  - 8月10日－版本6.60 開始提供更新
  - 5月24日－版本6.39 開始提供更新
  - 4月12日－版本6.38 開始提供更新
  - 1月20日－版本6.37 開始提供更新

- 2010年
  - 日期未知－版本6.36 開始提供更新
  - 11月24日－版本6.35 開始提供更新
  - 7月29日－版本6.31 開始提供更新
  - 6月29日－版本6.30 開始提供更新

- 2009年
  - 11月19日－版本6.20 開始提供更新
  - 10月1日－版本6.10 開始提供更新
  - 9月10日－版本6.00 開始提供更新
  - 日期未知－版本5.55 開始提供更新
  - 6月11日－版本5.51 開始提供更新
  - 4月21日－版本5.50 開始提供更新
  - 日期未知－版本5.05 開始提供更新
  - 1月20日－版本5.03 開始提供更新

- 2008年
  - 11月20日－版本5.02 開始提供更新
  - 10月22日－版本5.01 開始提供更新
  - 10月15日－版本5.00 開始提供更新
  - 7月14日－版本4.05 開始提供更新
  - 6月25日－版本4.01 開始提供更新
  - 6月18日－版本4.00 開始提供更新
  - 4月8日－版本3.95 開始提供更新
  - 3月18日－版本3.93 開始提供更新
  - 1月30日－版本3.90 開始提供更新

- 2007年
  - 11月30日－版本3.80 開始提供更新
  - 11月29日－版本3.73 開始提供更新
  - 10月30日－版本3.72 開始提供更新
  - 9月13日－版本3.71 開始提供更新
  - 9月11日－版本3.70 開始提供更新
  - 9月10日－版本3.60 開始提供更新
  - 5月31日－版本3.50 開始提供更新
  - 4月19日－版本3.40 開始提供更新
  - 3月28日－版本3.30 開始提供更新
  - 2月8日－版本3.11 開始提供更新
  - 1月30日－版本3.10 開始提供更新

- 2006年
  - 12月20日－版本3.03 開始提供更新
  - 12月6日－版本3.02 開始提供更新
  - 11月22日－版本3.01 開始提供更新
  - 11月21日－版本3.00 開始提供更新
  - 10月26日－版本2.82 開始提供更新
  - 9月7日－版本2.81 開始提供更新
  - 7月27日－版本2.80 開始提供更新
  - 6月1日－版本2.71 開始提供更新
  - 4月25日－版本2.70 開始提供更新

- 2005年
  - 11月29日－版本2.60 開始提供更新
  - 10月14日－版本2.50 開始提供更新
  - 10月3日－版本2.01 開始提供更新
  - 9月2日－版本2.00 開始提供更新
  - 6月8日－版本1.52 開始提供更新
  - 5月11日－版本1.51 開始提供更新
  - 3月24日－版本1.50 開始提供更新

## 版本

### 6.xx系列

#### 6.61版
2015年1月15日发布
- 系统修复和稳定性改善

#### 6.60版
2011年8月10日發布
- 加強系統運行的穩定性（強化反破解機制）
- 隨日本的PlayStation®spot服務結束 在XMB網路列取消了這圖示

#### 6.39版
2011年5月24日發布
- 改善PSP系统软件的稳定性
- 已修正登入PlayStation®Network失敗時所顯示的錯誤訊息
  - 因PlayStation®Network於2011年初遭駭客入侵竊取資料，更新6.39後首次登入 PlayStation®Network 時需變更密碼

#### 6.38版
2011年4月12日发布
- 改善PSP系统软件的稳定性

#### 6.37版
2011年1月20日發布
- [遊戲]
  - 堵住《大眾來爽快》（みんなのスッキリ）遊戲體驗版漏洞

#### 6.36版
於遊戲《魔物獵人攜帶版3rd》（モンスターハンターポータブル3rd）的UMD發佈

#### 6.35版
2010年11月24日發布
- [遊戲]
  - 改善PSP系統軟體的穩定性
    - 新增 X-Radar Portable 服務

#### 6.31版
2010年7月29日發布
- 於遊戲UMD發佈：
  - 全民都爽快
- [游戏]
  - 改善了一部分 PSP®专用软件的运行稳定性。

#### 6.30版
2010年6月29日发布
- [遊戲]
  - [资料夹分类]
    - 新增“依格式排列”。
- 堵住《戰鼓啪打碰2》（Patapon 2）遊戲體驗版的漏洞

#### 6.20版
2009年11月19日發佈
- [附加功能]（新增）
- 在XMB菜单中设定栏右边新增“附加功能”列
  - [1 Seg]
    - 原来日版主机XMB菜单中所特有的“电视”功能图标被移除，该项功能的内容“1 Seg”被移动至“附加功能”当中（仅对PSP2000/3000、PSP go有效）

  - [Comic Reader]（新增）
    - [附加功能]列中加入“Comic Reader”项目，利用该项目，用户可以阅读漫画，所有漫画均需要事先通过PSN网络商店在线购买并下载保存至PSP，漫画单行本售价在420日元（含税）左右，单话连载在50至150日元（含税）之间。
    - 自2009年12月10日起，SCE在PSN网络商店中提供大量漫画的付费下载。该服务面向PSP所有系列型号。
    - 已提供漫画下载服务的漫画提供商有：ASCII MEDIA WORKS、ENTERBRAIN、SQUARE-ENIX、Bandai Visual、SB創意（Harlequin Comics）、角川书店、讲谈社、集英社、小学馆、白泉社、富士见书房、双叶社、文华社
- [照片]
  - [摄像头]
    - 增加对210万像素及320万像素摄像头的支持。

  - [Memory Stick™]
    - 支持从Media Go、PS3导入播放列表。
- [视频影像]
  - [Memory Stick™]
    - 修正6.20前版本 有些轉檔後480p影片  請下載影片載點[永久]
    - (附帶說明:影片下載後 放在VIDEO資料夾 然後用6.20前的版本讀取影片(會顯示不支援格式) )
    - 07/06補充(經過研究發現前版本只有支援 Main@L3.0 從6.20開始支援Main@L4.0)
    - 07/28補充(經過研究後 可以撥放Main@L5.0畫質Mp4影片 但是 [螢幕模式只能切換 4:3 和 標準全螢幕模式]<---- 有待研究)
    - 支持从Media Go、PS3导入播放列表。

- [网络]
  - [RSS频道]
    - 可以分别设定每个feed的保存选项。
- [PlayStation®Network]
  - [PlayStation®Store]
    - 分列显示“游戏”、“视频”、“漫画”。

#### 6.10版
2009年10月1日發佈
- [设定]
  - [网络升级]（新增）
    - 允许通过网络连接检查游戏是否存在更新版本，若有新版本，可以直接下载下来。

  - [主機設定]
    - [關閉螢幕蓋時]
      - “標準”的效果已更新了。(僅支援PSP-N1000系列)
- [音樂]
  - SensMe™ channels（新增）
    - 此功能需另外下载对应软件方可使用。
    - 支持播放音樂及通过电脑端软件Media Go导入音乐播放列表。
- [網路]
  - 遊戲的選項選單已追加了［更新］。可與網路連線，確認遊戲是否有更新資料。若有更新資料，即可下載及安裝。
- [PlayStation®Network]
  - [PlayStation®Store]
    - 下载过程改进：允许分别显示下载和安装过程，并提供显示剩余时间。
    - 自（PlayStation®Store）下載內容時，已追加［Memory Stick™］為保存位置了。(僅支援PSP-N1000系列)
    - 自2009年10月1日起，（PlayStation®Store）將追加迷你內容專用的分類［minis］，可自PlayStation®Store下載（購買）輕鬆簡單的迷你遊戲。
- 其他
  - 已追加「Dial-up Network (DUN)」為支援的Bluetooth®（藍芽）Profile，允许PSP go通过支持DUN功能的手机接入网络。(僅支援PSP-N1000系列)

#### 6.00版
2009年9月10日發佈
- [設定]
  - [網路更新）已變更為[系統更新]了。
  - [主題設定]的［顏色］已追加了新的顏色。
- [遊戲]
  - 選項選單已追加了［資料夾分類］。可選擇[依期限排列]或[全選]來顯示保存至Memory Stick™的內容。
- [網絡]
  - 已改善[網路瀏覽介面]的安全性弱點。[來源請求]

### 5.xx系列

#### 5.55版
於遊戲UMD發佈
- BEATERATOR(音樂教父)

#### 5.51版
2009年6月11日發佈
- 已改善使用某些機能時系統軟件之安定性。

#### 5.50版
2009年4月21日發佈
- 強化系統軟件的安全性。
  - 修正5.03的TIFF漏洞。[來源請求]
- 整體    
  - 已增加 （相片）、 （音樂）及 （影像）內可顯示的資料夾層數。
- [遊戲]
  - 開啟遊戲的選項選單再選擇[網上搜尋]，已可在網路間搜尋該遊戲的資料。
- [网络]
  - 網路瀏覽介面已追加了[Trend Micro™ for PSP®]選項。
- [PlayStation®Network]     
  - 即使未持有PlayStation®Network帳戶，亦可進入PlayStation®Store。
  - 已可在PlayStation®Store的登入畫面選擇[下次起自動登入]。
  - 在PlayStation®Store購買複數內容時，已可選擇[全部下載]。
  - 在PlayStation®Store下載遊戲時，需先在Memory Stick Duo™預留的可用容量已減少。
- [影像]
  - 新增影片解析度:720x576 (576P) 限制於30fps以下

#### 5.05版
於遊戲《偶像大師》SP遊戲UMD發佈
- 未知

#### 5.03版
2009年1月20日發佈
- 改善使用某些機能時系統軟件之安定性（封堵《爆衝賽車》（GripShift）存檔漏洞https://web.archive.org/web/20090220002245/http://psp.tgbus.com/pspgame/psp3000/200901/20090113153404.shtml ）

#### 5.02版
2008年11月20日發佈
- 改善使用PlayStation®Store等機能時的系統軟件安定性

#### 5.01版
2008年10月22日發佈
- 修正5.00的bug（透過PSP™在PlayStation®Store下載（購買）內容時，若使用8GB或16GB的Memory Stick Duo™，即使Memory Stick Duo™內已保留足夠可用容量，畫面仍會顯示可用容量不足的訊息，且無法下載問題）

#### 5.00版
2008年10月15日發佈
- 在XMB上新增PlayStation®Network（新增）
  - 增加直接登入PlayStation®Network之服務。
    - 將支援由PSN提供的多人連線服務（需要PS3以供連線對戰）
- [设定]
  - [视频影像設定]
    -       - [标题显示]（新增）
      - 已可顯示標題資料

  - [主機設定]
    - [USB自動連接](新增)
      - 支持在USB连线后自動連接至电脑。

  - [省電設定]
    - 追加了 [自動調整背光燈]( psp3000限定 )
- [音樂]
  - 操作介面追加了（睡眠定時設定）選項。
  - 增加一款显影器。
- [视频影像]
  - 支援新的影像類型（MPEG-4 AVC (H.264) Video Main Profile (AVC CABAC) in 640 x 480 pixels）
- [遊戲]（PSP-2000 系列適用）
  - 更新了在電視機輸出PlayStation®規格軟件的影像（可使用影像色差連接線，S視頻連接線，AV連接線）
  - 可使用支援Interlace（交錯掃瞄）輸出的電視機及連接線，輸出PlayStation®規格軟件的影像。
- 其他
  - 更新XMB™的原始主题
    - 原来的原始主题更名为经典主题。

  - 全螢幕鍵盤
    - 輸入文字時，增加顯示Qwerty鍵盤。

### 4.xx系列

#### 4.20版
為PSP-3000預設韌體（SONY不會發佈此韌體）
- [設定]
  - [主机設定]
    - [色彩空间]（新增）
      - 選擇是否開啟廣色域功能（PSP-3000限定）。

    - [USB自动连接]（新增）
      - 讓USB自動連接的機能 ，使主機能夠辨識PS3的手柄並啟用。

  - 
    - [ Noise reduction  for video out ] ，優化視頻輸出機能
- 未知

#### 4.05版
2008年7月14日發佈
- 音樂
  - 增加了显影器的種類。

#### 4.01版
2008年6月25日發佈
- 视频影像
  - 已改善部份影像檔案無法選擇（影像）正常播放的現象。
- 網路
  - [互联网搜尋]
    - 己改善部份語言在“互联网搜尋”的搜尋結果無法正常顯示的現象。

#### 4.00版
2008年6月18日發佈
- 视频影像
  - 操作介面追加〔播放速度（＋）〕／〔播放速度（－）〕，能在播放保存於Memory Stick Duo的影像時變更播放速度。
- 網路
  - [互联网搜尋]（新增）
    - 支持在不进入互联网浏览器的情况下快捷链接至Google搜尋。可輸入關鍵字並於網路間搜尋。

### 3.xx系列

#### 3.96版
於遊戲Hot Shots Golf 2發佈
是Sony首次只以UMD發佈
- 遊戲
  - 強化了遊玩PlayStation Network 遊戲的機能。
  - 修復了一些Bug
  - 使PSP能玩遊戲Hot Shots Golf 2

#### 3.95版
2008年4月8日發佈
- 遊戲
  - 強化了遊玩PlayStation®規格軟件的機能。
- 網路
  - 遙控遊玩的選單追加了[結束並關閉PS3™的電源]／[結束但不關閉PS3™的電源]。

#### 3.93版
2008年3月18日發佈。
- [遊戲]
  - 強化了遊玩PlayStation Network 遊戲的機能。
- [網路] 
  - Skype（新增）（仅PSP-2000適用）
    - 可以向 Skype ID（Skype 帳號）撥打電話及通話。

  - [互联网电台]
    - 已增加（網上電台）可使用的播放器。
      - ·「CLIP」系列：13個播放器
      - ·「ONE SWITCH RADIO」系列：7個播放器

#### 3.90版
2008年1月30日發佈。
- [遊戲]
  - 強化了遊玩 PlayStation Network 遊戲的機能。
- [網路]
  - Skype（新增）（仅PSP-2001~PSP-2008、PSP-2010 系列適用）
    - 支持在无线网络环境下通过Skype ID（Skype 帳號）撥打電話及通話。

#### 3.80版
2007年11月30日發佈。
- [設定]
  - 增加了[網路設定]中[基地台個別自動設定]的基地台數目。有關支援自動設定的基地台資料，請向您的基地台零售商查詢。
- [音樂]
  - 增加了显影器的種類。
- [视频影像]
  - 可在[搜尋場景]中預覽各個場景（PSP-1000系列由于内存不足问题，并未加入此功能）。
- [網路]
  - [網上電台]（新增）
    - 可以播放網上電台的節目（聲音內容）。

  - 可在[RSS頻道]匯入OPML檔案。
  - 與網路連接時可在[RSS頻道]播放相片。

#### 3.73版
2007年11月29日發佈。
- 因一部分的PSP™專用軟體在遊玩時出現了UMD™讀取畫面停止的現象，已改善了UMD驅動器的穩定性（但有據說是次更新只有版本號變更，根本沒有任何其他改變）

#### 3.72版
2007年10月30日發佈。
- [1 Seg]
  - 増加PSP-2000（日本）的電視功能及新增支援PlayStation 1遊戲

#### 3.71版
2007年9月13日發佈。
- 修正3.70的bug（刪除了的程式還留下程序圖標問題）

#### 3.70版
2007年9月11日發佈。
- [設定]
  - [主題設定]（新增）
    - [主題]
      - 已可調整自訂主題的設定了。

    - [背景]
      - 可變更XMB（Xcross Media Bar，交叉媒體廊）的背景和圖示設計了。

- [音樂]
  - 支持同時播放[音樂]和[相片]。
  - 可於聽音樂的同時，透過幻燈片秀觀賞喜愛的照片。

- [影像]
  - 已可連續播放保存於Memory Stick Duo™的影像。
  - [搜尋場景]
    - 播放保存於Memory Stick Duo™的影像時，已能選擇搜尋場景了。
    - 可從縮圖中選擇並播放想觀賞的場景了。想迅速播放必要部分時非常便利。

- [網路]
  - [遙控遊玩]
    - [按鈕配置]（新增）
      - 支持设定遥控游玩时的按键自定义配置。

#### 3.52版
- 已強化PLAYSTATION®Network專用遊戲的支援機能。

#### 3.51版
- 修正因為安全性漏洞所引起的問題。
- 修正了3.50版本韌體可以用《音樂方塊遊戲》（Lumines）的漏洞降級至1.50版本。

#### 3.50版
2007年5月31日發佈。
- [網路]
  - [遙控遊玩]（新增）
    - 已可經由網際網路連線了。[遙控遊玩]選單中追加了[通訊設定]。

  - [RSS頻道]（新增）
    - [RSS頻道指南]。

#### 3.40版
2007年4月19日發佈。
- 已強化PLAYSTATION®Network專用遊戲的支援機能。
- PlayStation®規格軟件的保存資料已可在PSP™及PS3™兩機上使用了。
- 刪除了[版權管理]選項。

－原先會於[版權管理]畫面顯示的資訊，可經由以下操作確認。
－選擇想確認相關資訊的遊戲圖示後按下△按鈕，再進入選項選單選擇[資訊]。

#### 3.30版
2007年3月28日發佈。
- [视频影像]
  - 已可支援影像的縮圖顯示。
  - 已可播放以下種類的檔案，MPEG-4 AVC(H.264)影像　Mani Profile(AVC CABAC)為以下規格的檔案：720 x 480／352 x 480／480 x 272

※部份資料可能因種類限制而無法正常播放。
- [游戏]
  - 已強化PLAYSTATION®Network專用遊戲的支援機能。
    - 選單中追加了[光碟讀取速度]項目。
- [网络]
  - [RSS頻道]已可支援項目的縮圖顯示。

#### 3.11版
2007年2月8日發佈。
- [遊戲]
  - 已強化PLAYSTATION®Network專用遊戲的支援機能。
  - 選單中追加了[遊戲重置]項目。

#### 3.10版
2007年1月30日發佈。
- [设定]
  - [聲音設定]
    - [Dynamic Normalizer]（新增）
      - 使用动态均衡器使支持在随机播放歌曲时，系统会自动减小每首歌曲之间的音量差距。
- [遊戲]
  - 已強化PLAYSTATION®Network專用遊戲的支援機能。
- [网络]
  - [Location Free]已可播放MPEG-4 AVC格式的影像檔案。

※需選用型號為LF-PK20（日本專用）或LF-B20、LF-B10（美國專用）的LocationFree? Base Station（Sony Corporation銷售商品）。
- - [互联网浏览器]
    - [工具]
      - [設定]
        - [浏览設定]
          - [節省記憶體]（新增）
            - 支持在浏览网页时自动节省内存空间。

#### 3.03版
2006年12月20日發佈。
- 已改善3.02因加密之脆密性而導致的問題。
- 已可對應第2批PLAYSTATION®Network專用遊戲。

#### 3.02版
2006年12月6日發佈。
- 已改善3.01因加密之脆弱性而導致的問題。

#### 3.01版
2006年11月22日發佈。
- 已改善3.00因加密之脆密性而導致的問題。

#### 3.00版
2006年11月21日發佈。
- 已可對應PLAYSTATION®Network 專用遊戲了。
  - 可經由PLAYSTATION®3，下載PLAYSTATION®Network提供的各種內容。
- [設定]
  - [主機設定]
    - [UMD™ 自動啟動]（新增）
      - 支持在放入UMD盘后自动启动并播放盘片中的内容。
- [照片]
  - [攝影機]（新增）
    - 支持在接驳有专用外置式摄像头的情况下在XMB界面下使用拍照及摄像程序，而不用使用专用软件UMD。
- [音樂] 
  - [显影器]（新增）
    - 支持在播放音乐的同时选取不同的屏幕效果。

  - [快進／快退]（新增）
    - 支持在音乐播放时以3种速度前进或后退。
- [網路]
  - [網上指南]（新增）
    - 支持在网络已连接条件下自动链接至官方系统软件使用说明帮助网页（默认链接至最新版本系统说明页面）。

  - [遙控操作]（新增）
  - [RSS 頻道]
    - [定時設定]（新增）

  - [互联网浏览器]
    - [收藏夹]
      - [i-Filter]（新增）
        - 可以有效屏蔽有害网页。

### 2.xx系列

#### 2.82版
2006年10月26日發佈。
- 強化系統軟件的安全性。
- 註:
  - 2.80及更早版本無法使用容量超過4GB的Memory Stick PRO Duo™，需安裝此次公開的2.82版本，始可使用8GB的Memory Stick PRO Duo™。
  - 若PSP的系統軟體版本已為2.81版，則沒有更新的必要。選擇自家選單的（設定），進入「系統設定」的「系統資訊」，即可確認系統軟體的版本。

#### 2.81版
2006年9月7日發佈。
- 強化系統軟件的安全性。
  - 修正2.80的TIFF漏洞。

#### 2.80版
2006年7月27日發佈。
- [网络]
  - [互联网浏览器]
    - 追加可從RSS頻道下載影像和圖像內容。
- [相片]
  - 可播放保存於Memory Stick™之[PICTURE]檔案夾的內容。
- [音樂]
  - 追加支援.3gp副檔名的AAC音效。
  - 可播放保存於Memory Stick™之[MUSIC]檔案夾的內容。
- [影像]
  - 可播放保存於Memory Stick™之[VIDEO]檔案夾的內容。
- 增加對於4GB以上Memory Stick PRO Duo™（記憶卡）的支援。

#### 2.71版
2006年6月1日發佈。
- 於遊戲UMD發佈

Ridge Racer 2(實感賽車2)
- [網路]
  - 可透過[網路瀏覽介面]，從官方網站將遊戲的體驗版下載至Memory Stick™。

- Others（其他）
  - 用[LocationFree™ Player]並選擇外接調諧器時，已可正確顯示影像。
    - ※選用型號為LF-B1（美國／臺灣／韓國專用）以及LF-X11（美國專用）之LocationFreek™ Base Station（Sony Corporation銷售商品）時。
    - （若想確認Base Station主機的型號，請參閱您使用之LocationFreek™ Base Station Pack的使用說明書。）
    - ※使用日本／歐洲專用之LocationFree™ Base Station時，並不會發生此類現象。

#### 2.70版
2006年4月25日發佈。
- 修正使用具有 2GB 以上空白可用容量之 Memory Stick PRO Duo™ 時會發生不良的現象。
- [设定]
  - [主機設定]
    - [系統語言]追加了繁體中文與簡體中文。

  - [RSS 頻道設定]（新增）
    - 追加了RSS 頻道設定。
- [音樂]
  - 追加了可播放之AAC格式的檔案副檔名。
- [影像]
  - 支持播放UMD™视频资料时Ｌ·Ｒ按鈕的操作。
- [网络]
  - [互联网浏览器]
    - 追加支援Macromedia Flash格式的網站。
    - 網路瀏覽介面之設定追加了連線設定。

  - [RSS頻道]
    - 啟動RSS頻道後登錄的頻道聲音內容可保存至Memory Stick™。

#### 2.61版
2.61版只會在2006年3月推出的廉價美版機上出現
- 修正了2.60版能使用GTA UMD™來使用自製程式的漏洞

#### 2.60版
2005年11月29日發佈。
- [设定]
  - [主机設定]
    - 增加了 啟動WMA播放。
- [音乐]
  - 可播放之音樂檔案格式，增加了WMA(Windows Media®Audio)。（保存於Memory Stick Duo™之音樂，不支援WMA9 Professional、WMA9 Lossless與對應著作權保護機能的WMA檔案。）
- [网络]
  - 增加 RSS 閱覽器。
  - LocationFree™ Player 的控制介面，增加了 調整音量 選項。
  - 網路瀏覽介面 的 文字編碼 中，增加了 繁體中文(BIG 5) 與 簡體中文（GB18030）。
  - 使用 網路瀏覽介面，可直接將內容提供者或其他服務供給之對應著作權保護機能的影片資料下載至Memory Stick Duo™。

#### 2.50版
2005年10月14日發佈。
- 增加 LocationFree™ Player。
- 網路瀏覽介面 的 文字編碼 中，增加了 自動選擇 與 Unicode(UTF-8)。
- 可保存 網路瀏覽介面 之 文字大小 與 顯示方式 的設定。
- 可保存 網路瀏覽介面 之連線時輸入履歷。
- 可播放具備著作權保護機能之影像。
- 日期與時間 中，增加了 透過網際網路設定 選項。
- 網路設定 之安全性方式增加了 WPA-PSK(AES)。
- 螢幕鍵盤之輸入模式追加了韓文。

#### 2.01版
2005年10月3日發佈。
- 修正使用者可以利用2.00版本的漏洞重新降級到1.50版

#### 2.00版
2005年7月27日發佈。
該版本增加了網路瀏覽器、桌面圖示更改、AAC格式文件播放等功能，大大增強了系統的性能。
- [设定]
  - [主机设定]
    - [系统语言]
      - 增加韓語支援。

    - [文字设定]（新增）
      - 增加系统文字符號集的設置。

    - [背景設置]（新增）
      - 增加背景設置功能，可选择不同的颜色做系统界面背景色。

  - [安全性设定]
    - 增加 [網路瀏覽介面啟動限制] 功能。

  - [網路設定]
    - 安全設置中增加 WPA-PSK(TKIP)方式。
- [相片]
  - 增加對TIFF、GIF、PNG、BMP的支援。
  - 支援透過紅外線傳輸圖片。
- [音乐]
  - 支援AAC格式的音頻文件。
  - 播放 UMD MUSIC 時增加跳轉功能
- [影片]
  - 播放 UMD VIDEO 時增加跳轉功能。
  - 影片播放時增加A-B重複功能。
  - 播放保存在記億卡中的影片時增加4:3的顯示比例。
  - 播放保存在記億卡中的影片時增加切換功能。
  - 支援MP4 AVC(H.264)格式。
- [网络]
  - [網路瀏覽介面]（新增）
    - 不過不支援Macromedia Flash，部分網頁可能無法正常顯示。
    - 輸入法支援網址輸入。
- 增加主體變更功能。

### 1.xx系列

#### 1.52版
2005年6月28日發佈。
- UMDRMUSIC可透過自家選單的【MUSIC（音樂）】播放
- 修正1.51的漏洞

#### 1.51版
2005年5月11日發佈。
- 修正1.50的漏洞，禁止使用者使用自製程序

#### 1.50版
2005年3月24日，索尼發佈了固件1.5版的升級軟體。主要內容如下所示。
- 在原有的日語、英語的基礎上，增加了德語、西班牙語、法語、意大利語、荷蘭語、葡萄牙語、俄語的支援。
- 增加了播放影片和音樂時的恢復功能。（從休眠狀態恢復時能夠從停止的位置繼續播放）
- 更換影片播放內容時保持原來的顯示模式。
- 檔案名稱和資料夾名稱支援帶聲調的字母。

除了這些已公佈的內容之外，處理性能也大大改善。

#### 1.00版
2004年11月11日跟随PSP主机一同發佈。
- 是PSP最初发布的韌體版本。

## 备注
3.90系统为索尼电脑娱乐（欧洲）发布。并不对应日版主机。

## 外部連結
- 官方網站內的系統軟體更新頁面（页面存档备份，存于）
- 非官方的系統軟體更新頁面(英文与西班牙文)（页面存档备份，存于）